# Јозеф Сонлајтнер
Јозеф Фердинанд Сонлајтнер (Беч, 3. март 1766 — Беч, 25. децембар 1835) био је аустријски либретиста, позоришни редитељ, архивиста и адвокат. Био је син Кристофа Сонлајтнера, брат Игнаца фон Сонлајтнера и ујак Франца Грилпарцера и Леополда фон Сонлајтнера. Био је лични пријатељ и адвокат Лудвига ван Бетовена. Написао је бројна либрета, међу којима су и она за Бетовенову сценску оперу Фиделио, за Фаниску Луиђија Черубинија и за Агнес Сорел Адалберта Гировца.

## Живот
Сонлајтнер је почео да ради за Бечки двор 1787. године у приватној канцеларији Јозефа Другог Хабзбзршког. Од 1796. издаје Алманах бечког позоришта (Винер Театер-Алманах), а 1802. постаје партнер издавачке куће Катедра за уметност и индустрију. 1804. је постао уметнички директор Позоришта на реци Вин, а од 1804. до 1814. године био је секретар дворских позоришта у Бечу. Такође је био водећа фигура у бечком музичком животу у првим деценијама деветнаестог века и самим тим један од оснивача Музикферајна, чији је био први секретар од 1812.
Сонлајтнер је био један од првих сакупљача аустријских народних песама и информација о њиховим композиторима, пројекат који је, иако никада није реализован, био основа нове музичке енциклопедије. Он, његов нећак Грилпарцер и Франц Шуберт су били блиски пријатељи. За своју драгоцену колекцију уљаних слика из периода од барока па надаље, која се данас чува у Музикферајну, наручио је и посебан Шубертов портрет од уметника Антона Депола.